# La Libertad (Philippines)
Pour les articles homonymes, voir La Libertad.
La Libertad est une localité de la province du Negros oriental, aux Philippines. En 2015, elle compte 38 602 habitants.